# Trampin'
Trampin' je studiové album americké zpěvačky Patti Smith, vydané v dubnu roku 2004. Jde o její první desku vydanou společností Columbia Records. V americké hitparádě Billboard 200 se album umístilo na 123. příčce, zatímco v britské UK Albums Chart na sedmdesáté. Časopis Rolling Stone jej zařadil mezi padesát nejlepších alb roku 2004.

## Seznam skladeb
1. „Jubilee“ (Patti Smith, Lenny Kaye, Jay Dee Daugherty) – 4:43
2. „Mother Rose“ (Smith, Tony Shanahan) – 4:56
3. „Stride of the Mind“ (Smith, Oliver Ray) – 3:37
4. „Cartwheels“ (Smith, Kaye) – 6:01
5. „Gandhi“ (Smith, Kaye, Daugherty, Shanahan, Ray) – 9:21
6. „Trespasses“ (Smith, Daugherty) – 5:00
7. „My Blakean Year“ (Smith) – 5:16
8. „Cash“ (Smith, Ray) – 4:20
9. „Peaceable Kingdom“ (Smith, Shanahan) – 5:09
10. „Radio Baghdad“ (Smith, Ray) – 12:17
11. „Trampin'“ (tradicionál) – 2:56

## Obsazení
- Patti Smith – zpěv, klarinet
- Lenny Kaye – kytara, pedálová steel kytara
- Jay Dee Daugherty – bicí, perkuse, kytara
- Oliver Ray – kytara, varhany
- Tony Shanahan – baskytara, klávesy, varhany, doprovodné vokály
- Jesse Smith – klavír
- Rebecca Wiener – housle